# Hans Horrichs
Hans Horrichs (* 20. November 1900 in Geilenkirchen; † 1987) war ein deutscher Kommunalpolitiker und Wahlbeamter. Er war von 1951 bis 1965 Präsident des Deutschen Städtebundes.

## Werdegang
Horrichs war Sohn eines kommunalpolitisch engagierten Landwirts. Dadurch wurde er selbst nachhaltig geprägt. Nach dem Abitur studierte er in Bonn und Köln Rechtswissenschaften mit dem Schwerpunkt kommunales Recht. Er wurde wissenschaftlicher Hilfsarbeiter bei der Kommunalpolitischen Vereinigung in Köln. Er trat als Fachautor für kommunales Verfassungs- und Finanzrecht hervor. Zur Zeit des Nationalsozialismus musste er seine Position aufgeben. Später wurde er in Berlin Mitarbeiter des Deutschen Gemeindeverlages. Wegen seiner Kritik am Regime hat gegen Ende des Zweiten Weltkriegs die Gestapo gegen ihn ermittelt.
Horrichs war ab 1945 Mitglied des Bezirksparlaments von Berlin-Zehlendorf. Er war Mitglied der CDU. Von Mai 1947 bis November 1965 war er Stadtdirektor von Brühl. Von 1951 bis 1965 führte er den Vorsitz im Deutschen Städtebund.

## Ehrungen
- 1966: Großes Verdienstkreuz der Bundesrepublik Deutschland
- 1975: Ehrenring der Stadt Brühl